# 魔界島 七つの島大冒険
『魔界島 七つの島大冒険』（まかいじま ななつのしまだいぼうけん）は、1987年4月14日にカプコンから発売されたファミリーコンピュータ用アクションアドベンチャーゲームである。

## 概要
主人公の「モモタルー」を操作し、伝説の大海賊「キャプテン・ビアド」が隠したとされる財宝を探し出すことが目的。開発はカプコン第1企画室が行い、ゲームデザインは後に『ロックマンシリーズ』（1987年 - ）を手掛けた黒川真圭、音楽は後にアーケードゲーム『ファイナルファイト』（1989年）を手掛けた藤田晴美が担当している（詳細は#スタッフを参照）。
同社のアーケードゲーム『ひげ丸』（1984年）を基にした作品であり、主人公のモモタルーや敵キャラクターのひげ丸も同作品からの登場だが、「樽を投げつけて敵を倒す」という要素以外はまったく新しく作られており、ステージも1画面固定ではなく、切り替えスクロールによる十数画面分の広さを持つ島々が舞台となる。また、基本的に各島ごとにいるボスを探し出し、倒すことでゲームを進めて行くことになるが、次第に謎解きの要素も増えて行き、島々に隠されたそれらの謎を解き明かして行かない限り、最終目的を果たすことができないようになっている。
当初はアーケードの『ひげ丸』のファミリーコンピュータへ移植版と、ファミリーコンピュータオリジナル企画の『魔界島』と2本の別々のタイトルで開発は進められていた。途中から『ひげ丸』が『魔界島』の企画へ吸収される形となり、最終的には『魔界島 七つの島の大冒険』の1本のタイトルへと企画変更された。

## ゲーム内容

### システム
ゲームは、海に停泊している海賊船を探し、船長を倒して島に入るための鍵を手に入れることで進行する。モモタルーは『ひげ丸』と同様に樽や岩などを拾って敵に投げつけることで攻撃する。複数の敵を同時に倒すと得点にボーナスが付く。モモタルーのアクションにはジャンプが追加されており、池や落とし穴を越えるために使用する。
本作では得点がそのままライフとなっており、敵を倒したりアイテムを獲得することによってライフが増え（困難ではあるがカウンターストップまで増加が可能）、敵に接触したり、落とし穴などに落ちたりすることで減少。残数制ではなくライフが0になると即ゲームオーバーとなるが、パスワードを入力すれば、それまでの進行状況を保持した状態で再開することができる。パスワードは、海上以外であればステータス画面でいつでも確認することが可能。
上述の通り謎解きの要素があるが、ゲーム中でヒントが提示されないものも複数存在し、鍵を手に入れなければ最初の島に上陸することさえできず海上をさ迷うことになる。また、マルチエンディングであり、「宝玉」というアイテムを手に入れた数によってエンディングが変化する。正確には入手個数に応じてエンディングの演出が追加される。2つ以上集めると財宝獲得後に敵キャラクター紹介が入り、3つ全て集めるとその後にスタッフロールが入る。

### アイテム
樽、岩、ドクロ岩
画面に多数配置されている、モモタルーの武器となる物。接触して持ち上げ、投げつけることで敵を倒せる。見た目が違うのみで攻撃力は同じ（ドクロ岩はドクロ島のみ登場）。
地形に当たると壊れて消滅するが、一度画面をスクロールさせて戻れば何度でも復活する。また画面をまたいでの持ち越しはできない。
鉄球
攻略本によっては「パワーボール」とも。効果は樽と同様だが地形にぶつかっても壊れず、何度でも使用できる。また投げた時のスピードも樽などより速い。置かれている岩や樽は貫通し、まとめて破壊することができる。
宝箱
樽などをぶつけると破壊でき、中から得点（ライフ回復）アイテムが出現する。得点（回復量）はアイテムによって異なる。また何も入っていなかったり、敵が入っていたりすることもある。
爆弾
特定の箇所に設置されている、ミサイル型の爆弾。樽などをぶつけるとその画面内の敵を全て倒すことができる。ぶつける途中で敵を巻き込むと、まとめ倒しと同様に得点に倍率がかかる。また樽などと同様、一度画面をスクロールさせて戻れば何度でも復活する。
鍵
各島に上陸するために必要なもの。島ごとに7つ存在し、それぞれ決まった海賊船の船長を倒すと入手できる。
石版
丸・三角・四角の3種類存在し、全て入手しないと後述するビアドの瞳にたどり着いても相手にされない。
金のランプ
ドクロ島の封印を解くために必要。ほぼ外見が同じ偽物も存在する（偽物はステータス画面を開くと消えており、色も青みがかっていて銀のランプとも呼ばれる）。
地図（海図）
7つの島の位置と形を確認することができる。島に変化が現れると地図にも反映される。
古文書
3か所存在する「モノリス」に書かれた文字の解読方法が記されている。モノリスの解読結果を既に知っていれば入手しなくとも良い。
ビアドの涙
涙滴型のクリスタル。これが無ければ最終ボスの待ち受ける部屋へ入れない。
宝玉
3つ存在し、入手した数によりエンディングが変化する。
弥七
1つだけ隠されている。得点アイテムの中では最高得点。
サタンの剣
最終ボスと戦わずに勝てるアイテム。入手には条件を満たす必要がある。

## ステージ構成

### 海上
海上では、モモタルーの操舵する船「アンカー号」で移動する。この場面のみ画面は任意スクロールし、高速移動も可能。南北（上下）方向はループになっているが、東西（左右）方向には行ける限界がある。
商船
特定の区域を周回する緑色の船。接触することで最大3回まで謎解きのヒントを聞くことができる（4回目以降は何の情報も得られない）。
海賊船
接触すると海賊船上での戦いとなる。ボスである船長へのいる場所への入口は、特定数（画面左上に表示される）のひげ丸を倒すと開かれる。
- 敵キャラクター：ひげ丸
- ボス：船長

左右に動きながらナイフを2方向に投げて攻撃する。このナイフはモモタルーが投げるタルを破壊可能。
移動している船と、特定の箇所で停泊している船とがあり、停泊している船の船長を倒すと、島へ上陸するための鍵が手に入る。逆に移動している船は、船長を倒しても何も手に入らない。
鍵が手に入る船は常に1隻のみで、その鍵で上陸できる島のボスを倒すことで、新たに鍵を持つ海賊船が出現するようになっている。
島の入口
島ごとに1か所存在する門のような場所。島へはこの場所からしか上陸できない。上述の通り、入口ごとに対応した鍵が必要で、手に入れてさえいれば出入りは自由。
幽霊船
終盤に1隻だけ現れる、海を彷徨う灰色の船。中の構造やBGM、登場する敵は海賊船と同様だが、所々が壊れている。船長を倒すと鍵ではなく石版が手に入る。MSX版では船長のデザインが海賊船の船長と別のものになっている。

### 島
タイトルにあるように7つの島が登場する。島ごとに敵やボスの他、様々なアイテムや仕掛け、助言を授けてくれる住民（「カイン族」と呼ばれる）などが存在する。また全ての島の最深部付近には、飛び込むと一気に入口付近へ戻ることができる穴（スタートホール）が存在する。島の入口からは、いつでも海上へ戻ることができる。
以下、上陸できるようになる順に記述する。
クック島
原住民などが登場する森の島。原住民たちは槍や岩を投げて襲ってくる。後半の謎解きの手がかりである「モノリス」と「金の燭台」が存在する。
アイテムの「弥七」はこの島に隠されている。
- 敵キャラクター：ひげ丸、ヤーリー、ブッシュ、ボンゴ
- ボス：守人

島内の部族をまとめる存在であり、普段は盾で防御して石斧を投げてくる時のみ防御を解く。
カース島
サタンを神と崇める邪教の司祭や信者が登場する洞窟の島。クック島同様「モノリス」が存在する。
アイテムの「サタンの剣」はこの島に隠されているが、入手するためには特定の条件を満たす必要がある。
- 敵キャラクター：ひげ丸、使徒A、使徒B、リーダー
- ボス：大司教

島内の悪魔信者たちのまとめ役であり、サタンの像を祀った部屋で待ち受ける。左右の空間にランダムでテレポートしながら炎を放つ。
マーメイド島
湖に囲まれた島。人魚に関する言い伝えがあり、人魚像が島のシンボルとなっている。湖に落ちると3000ポイントのダメージを受ける。ボスの触手は撃破可能だが、ザコ敵の井戸から伸びる触手は攻撃しても動きが止まるだけで倒せない。クラッシュ・フィッシュもクラーケンも攻撃は当てられず、倒すことはできない。
- 敵キャラクター：ひげ丸、クラッシュ・フィッシュ、クラーケン、触手
- ボス：触手（2本）

全部で6本登場する。それぞれ左右に揺れながら体当たりを行い、全て倒すことでボスを倒したことになる。
ヘビ島
巨大な塔がそびえ立つ島。島全体がヘビが首をもたげた形をしている。入口付近以外は塔の内部が舞台となり、唯一階段での上り下りが存在する。
塔の入り口には『魔界村』の主人公のアーサーがいる。塔内部には『魔界村』での戦いでアーサーに敗れ、逃げ延びた魔物たちが潜んでおり、登場する敵はボスも含め『魔界村』の敵である（ただしファイアーフライを除く）。
この島にはドクロ島の封印を解くためのアイテムが隠されている。
- 敵キャラクター：ゾンビ、ブルーキラー、ファイアーフライ
- ボス：一角獣

その巨体に似合わず左右に素早く歩き回りながら四方八方に炎を放つ。時折立ち止まってその場でジャンプしたり遠方へ飛んだりする。体当たりは1000ポイントとダメージが大きい。
ドクロ島
黒い大地と血の池や川が広がる呪われた島。島全体がドクロの形をしている。島を流れている血は島の奥にある巨大な心臓から送り出されている。血の池や川に落ちると5000ポイントのダメージを受ける。
この島には封印が施されており、上陸するためには鍵だけでなくその封印を解く必要がある。最深部には古文書が存在する。
- 敵キャラクター：開眼神木（かいがんしんぼく）、スカルフライ、キラースネーク
- ボス：ゾンビジャイアント

モノリスの秘密を解き明かす古文書を守る。左右に揺れながら無限に湧き出る自身の目玉を投げつけて攻撃してくる。
オオカミ島
ひげ丸軍団の本拠地となっている島。島全体が口を開いたオオカミのようになっている。ひげ丸軍団のボスであるボウス船長と、そのペットであるファイアーコングの2体がボスとして登場する。この島のひげ丸たちは岩やタルを投げつけてくる。
この島にはビアドの財宝の重要な手がかりが隠されている。
- 敵キャラクター：ひげ丸、スコーピオン
- ボス：ファイアーコング、ボウス船長

ファイアーコングはボウス船長のペットで島のボスを務める。時折ドラミングしながら炎を放つ。
ボウス船長はひげ丸軍団のボスであり、キャプテンビアドの子孫でもある。そのためビアドの涙も隠し持っている。左右に動きながらダメージの大きいフックを放つ。
ジャックナイフ島
雪と氷に覆われた島。後述の謎の大陸が出現すると島名の通り、ナイフの刃が飛び出したような形になる。氷の上はつるつる滑る他、クレバスのような穴に落ちると7000ポイントのダメージを受ける。最後の「モノリス」が存在する。ボスのアイスロックは倒しても奥にいるカイン族からモノリスのヒントが貰えるだけで、謎の解答が分かっていれば倒す必要は無い。ただし、MSX版ではアイスロックを倒さなければ謎を解いても進めなくなっている。
この島には謎の大陸への入り口が隠されている。
- 敵キャラクター：ひげ丸、ボンバータートル、スノーマン、キラーシャーク
- ボス：アイスロック

氷の化け物であり、口から3方向に氷の塊を吐き付けてくる。倒すと元の氷の塊に戻る。

### 謎の大陸
ビアドの財宝が眠る最終目的地。
条件を満たすことにより、ジャックナイフ島に繋がる形で浮上する。船で上陸することは不可能で、ジャックナイフ島に隠されている入り口から進入しなければならない。内部には敵らしい敵はおらず、サタンの像が火の玉を吐いて攻撃してくるだけである。宝箱は存在するが全て空箱。最深部には巨大な扉「ビアドの瞳」が存在するが、開くためには前述の3枚の石板の他に「ビアドの涙」が必要となり、これを手に入れることで後述の7つの島を全て治める最終ボスと戦うことになる。
- 最終ボス：デビル・ザ・レッドアリーマー

全ての島を治める総ボス。かつて魔界村から逃げ出し、この地にたどりついて悪の神として崇められ「伝説の悪魔」と呼ばれた。爪も翼も魔界村時代より進化しており、より獰猛さも増している。エンディングのキャラクター紹介では手足に包帯を巻いて松葉杖を付いた格好をしており、最後は転倒する。

## 移植版
| No. | タイトル              | 発売日        | 対応機種                     | 開発元     | 発売元   | メディア                          | 型式    | 備考 |
| --- | --------------------- | ------------- | ---------------------------- | ---------- | -------- | --------------------------------- | ------- | ---- |
| 1   | 魔界島 七つの島大冒険 | 1987年9月18日 | MSX2                         | コンパイル | アスキー | ロムカセット                      | CAP-201 |      |
| 2   | 魔界島                | 2006年4月3日  | FOMA90xiシリーズ （iアプリ） | カプコン   | カプコン | ダウンロード （カプコンパーティ） | -       |      |

MSX2版
開発はコンパイルが担当。ゲーム内容はほぼ同一で、主な追加・変更点は以下の通り。
- 海上を移動時に、鍵を持っている海賊船の位置が矢印で示されるようになっている。
- オリジナルのアイテムに、投げると地形に沿って飛ぶ「赤い鉄球」が追加。
- 一部の謎解きの内容やアイテムの隠し場所が変更されている。

携帯電話版
グラフィックとBGMに変化は無いが、カイン族のヒントなどのセリフのフォントが大きくなり、かつ漢字と仮名交じりの表記になっている。また海上の移動がなくなり、マップ画面で上陸する島を選択するようになっている。それに伴い海賊船は幽霊船を除き登場しなくなり、島のボスを倒しさえすれば上陸可能な島が増えていく。
追加要素として、クリア後に「伝説の七つの石」モードが登場。ボスは登場せず、七つの島を自由に行き来できる状態で、各地に隠された「ストーン」や「メダル」といった宝（どちらも本モードで追加されるもの）の入手と、本編で未開封だった宝箱をすべて開けることが目的。カイン族のヒントも宝に関連するものに変化する。宝の入手および宝箱の開封の度合いは「総合回収率」で示され、100%にすることで海賊王の称号を得られる。その状態でビアドの瞳まで行くと、キャプテン・ビアドの後継者に任命されるという新たなエンディングを迎えることになる。

## スタッフ
アルファベット表記は、（他のゲームでの表記との細かな違いなども含め）ゲーム中の表記そのままである。
ファミリーコンピュータ版
- ゲームデザイン：PATARIRO（黒川真圭）
- アドバイスマネジャー：PROFESSOR.F（藤原得郎）
- キャラクターデザイン：HAIHOO.K、KAN CHYAN、VAMPIRE.M
- 効果音：YUUKICHYAN'S PAPA（坂口由洋）
- 音楽：DEBARA TARUMI（藤田晴美）
- プログラミング：MAMICYAN♥OTONA（小林成光）

MSX2版
- ゲームデザイン：PATARIRO（黒川真圭）
- アドバイスマネージャー：PROFESSOR F（藤原得郎）
- キャラクターデザイン：HAIHOO.K、KAN CHYAN、VAMPIRE M
- 効果音：YUUKICHYAN'S PAPA（坂口由洋）
- 音楽：DEBARA TARUMI（藤田晴美）
- プログラミング：LUNARIAN（新谷憲司）
- アドバイス：MINANOSYUU

## 評価
ゲーム誌『ファミコン通信』の「クロスレビュー」では合計25点（満40点）、『ファミリーコンピュータMagazine』の読者投票による「ゲーム通信簿」での評価は以下の通りとなっており、18.91点（満30点）となっている。
| 項目 | キャラクタ | 音楽 | 操作性 | 熱中度 | お買得度 | オリジナリティ | 総合  |
| 得点 | 3.37       | 3.30 | 3.04   | 3.19   | 2.91     | 3.10           | 18.91 |